# 스위스의 산 목록
이 문서에는 스위스의 주요 산과 언덕에 대한 표가 포함되어 있다. 이 표에는 다른 지점보다 최소 300미터(984피트) 높은 지형학적 돌출부가 있는 정상만 포함되며 높이와 돌출부에 따라 순위가 지정된다. 따라서 여기에는 일반적으로 '독립적'이라고 간주될 수 있는 산만 포함되며 국가의 대부분, 심지어 낮은 지역도 포함된다.
호수와 함께 산은 스위스의 주요 자연 지형을 구성하며, 대부분의 주에는 정상이 2,000미터(7,000피트)를 초과하고 그 중 3개는 정상이 4,000미터(13,000피트)를 초과한다. 두 개의 주요 산맥은 알프스(남쪽과 동쪽)와 쥐라(북쪽과 서쪽)이며, 스위스 고원으로 분리되어 있으며 이 고원에도 많은 언덕이 있다. 지형학적으로 스위스의 가장 중요한 세 개의 정상은 몬테로사산(가장 높은 곳), 핀스터아어호른(가장 돌출됨), 베르니나봉나(가장 고립됨)이다.

## 주요 목록
- 몬테로사산
- 돔산
- 리스캄
- 바이스호른
- 마터호른산
- 당블랑쉬
- 그랑콩뱅
- 핀스터아어호른
- 알프후벨
- 림프피시호른
- 알레치호른
- 슈트랄호른
- 당데랑
- 브라이트호른
- 융프라우산
- 묀히
- 슈렉호른
- 베르니나봉
- 그로세스 피셔호른
- 그륀호른
- 바이스미스
- 글레처호른
- 아이거산
- 비취호른
- 그로세스 바넨호른
- 몽벨랑
- 콩뱅 드 코르바시에르
- 퇴디
- 췽엘호른
- 몬테 레오네
- 코르바취봉
- 바젠호른 (베른 알프스)
- 슈텔리호른
- 티틀리스
- 슈바르츠호른
- 엑기스호른
- 젠티스
- 니젠산
- 브리엔처 로트호른산
- 필라투스산
- 슈탄저호른
- 리기산
- 뷔르겐슈토크
- 바흐텔산
- 몬테산조르조산

## 같이 보기
- 스위스 알프스